# Venzolasca
Venzolasca (en cors A Venzulà) és un municipi cors, situat a la regió de Còrsega, al departament d'Alta Còrsega. L'any 1999 tenia 1.333 habitants.

## Demografia
| 1962 | 1968 | 1975 | 1982  | 1990  | 1999  |
| ---- | ---- | ---- | ----- | ----- | ----- |
| 776  | 863  | 924  | 1.032 | 1.162 | 1.333 |

## Administració
| Període   | Identitat          | Partit | Qualitat |  |
| --------- | ------------------ | ------ | -------- |  |
| 2001-2008 | Poli Sylvestre     |        |          |  |
| 2008      | Balthazar Federici |        |          |  |